# Onychorhynchus
Genre
Onychorhynchus est un genre d'oiseaux de la famille des Onychorhynchidae. En français, ses espèces portent le nom de Porte-éventail.

## Liste des espèces
Selon la classification de référence du Congrès ornithologique international (15.1, 2025) :
- Onychorhynchus swainsoni (von Pelzeln, 1858) — Porte-éventail de Swainson ou Moucherolle de Swainson
- Onychorhynchus coronatus (Statius Müller, PL, 1776) — Porte-éventail roi ou Moucherolle royal